# Remmargrynnan (vid Bredskäret, Korsnäs)
Remmargrynnan är en ö i Finland. Den ligger i Norra kvarken och i kommunen Korsnäs i den ekonomiska regionen  Vasa i landskapet Österbotten, i den västra delen av landet. Ön ligger omkring 30 kilometer sydväst om Vasa och omkring 370 kilometer nordväst om Helsingfors. 
Öns area är 0,4 hektar och dess största längd är 80 meter i sydöst-nordvästlig riktning. I omgivningarna runt Remmargrynnan växer i huvudsak blandskog. Runt Remmargrynnan är det glesbefolkat, med 10 invånare per kvadratkilometer. Närmaste större samhälle är Korsnäs, 16,7 km söder om Remmargrynnan.